# Litmanen (Kuopio)
Pour les articles homonymes, voir Litmanen.
Litmanen est un quartier de Kuopio en Finlande.

## Description
Litmanen est situé à environ six kilomètres au sud du centre-ville, à l'Est de la route nationale 5.

## Lieux et monuments

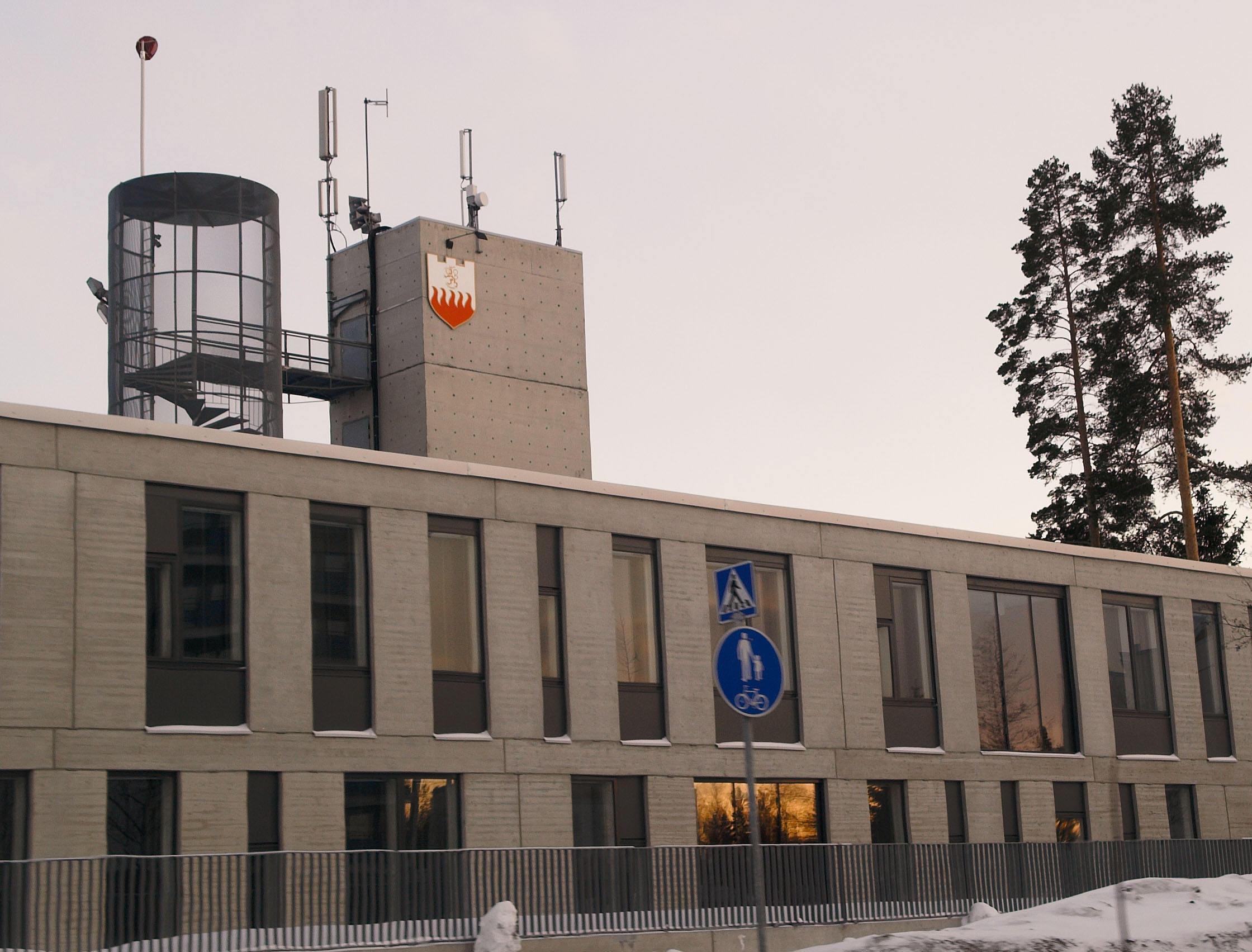
Centre de formation aux secours
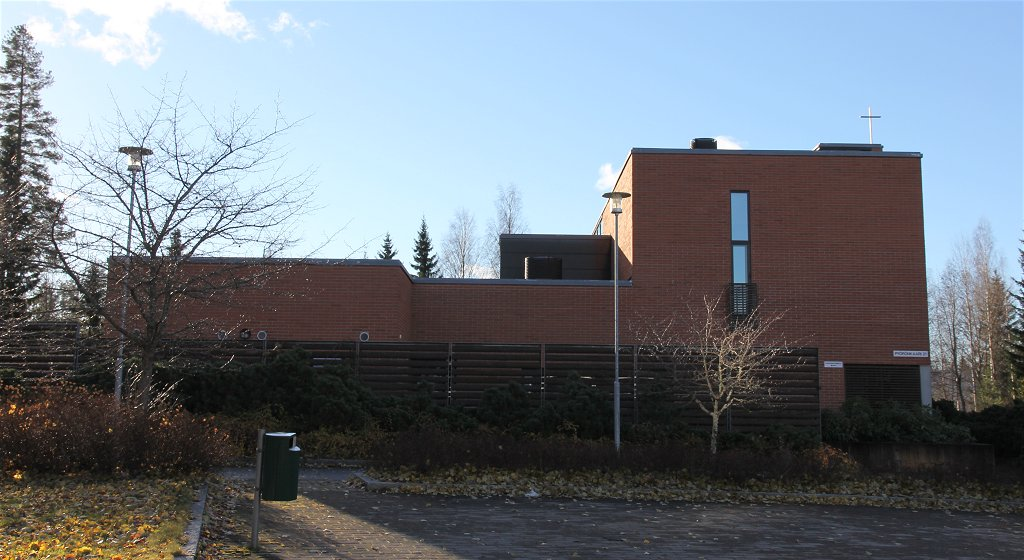
Maison paroissiale de Petonen.
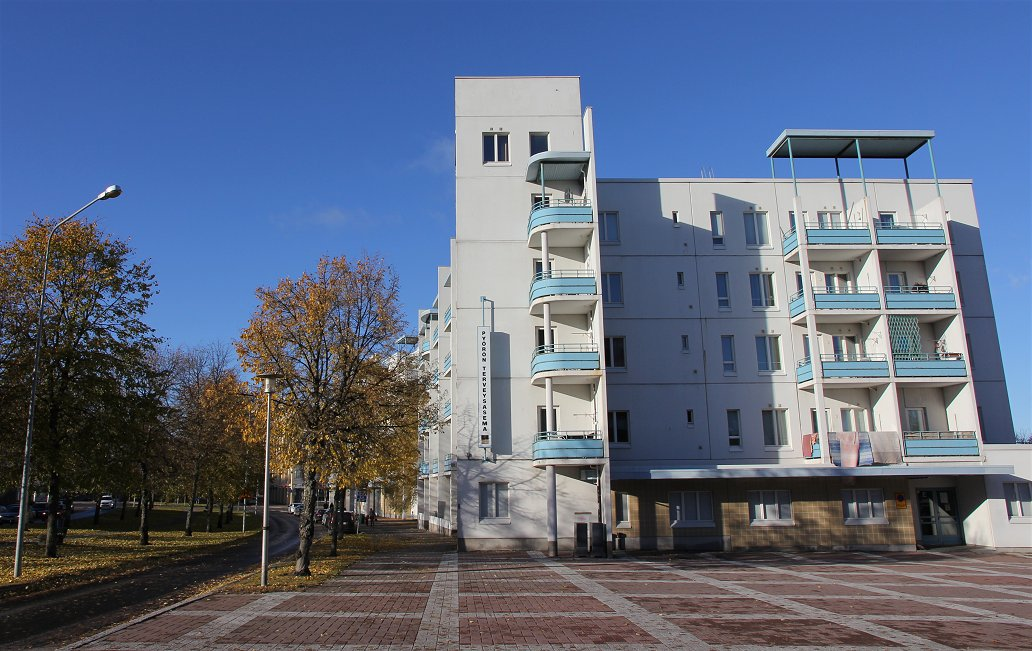
Maison de santé de Pyörö.